# Yếm

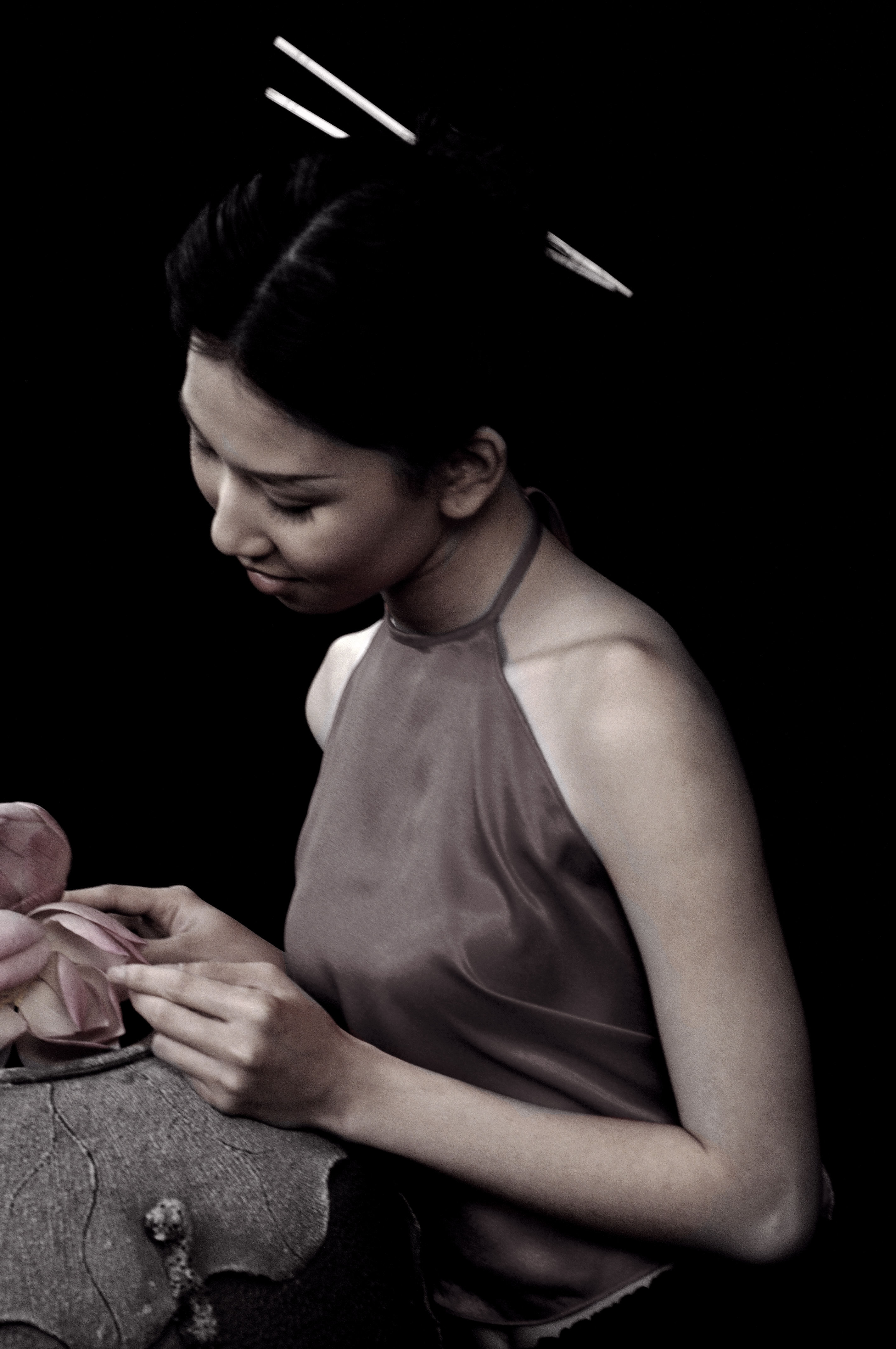
Eine Vietnamesin trägt ein Yếm

Ein Yếm oder Yem Dai (vietnamesisch yếm) ist ein traditionelles vietnamesisches Kleidungsstück, das in Vietnam von Frauen aller Gesellschaftsschichten getragen wurde.

## Geschichte
Das Yếm ist ein von einem Nackenband gehaltenes rückenfreies Oberteil, das vor allem wie ein Mieder als Unterwäsche getragen wurde. Es stammt vom chinesischen Dù Dōu (肚兜) ab, einem ähnlichen rautenförmigen Brusttuch, das zur Zeit der Ming- und Qing-Dynastie populär wurde. Es ist ein rautenförmig oder quadratisch zugeschnittenes Tuch, das über der Brust einer Frau mit Schnüren am Hals und Rücken festgebunden wird und dient als einfaches Kleidungsstück mit vielen Variationen seiner ursprünglichen Form. Es wurde hauptsächlich in Nordvietnam getragen. Anders als andere Kleidungsstücke, die die Klassenunterschiede aufzeigten, wurden Yếms von vietnamesischen Frauen aller Klassen getragen. Es ist ein Teil des Áo tứ thân Kostüms. Der Rock, der mit dem Yếm getragen wurde, hieß váy đụp.
Das Yếm und der váy đụp wurden durch die seit der Nguyễn-Dynastie aufgezwungenen chinesischen Kleidungsstücke jahrhundertelang verdrängt.

## Verschiedene Typen

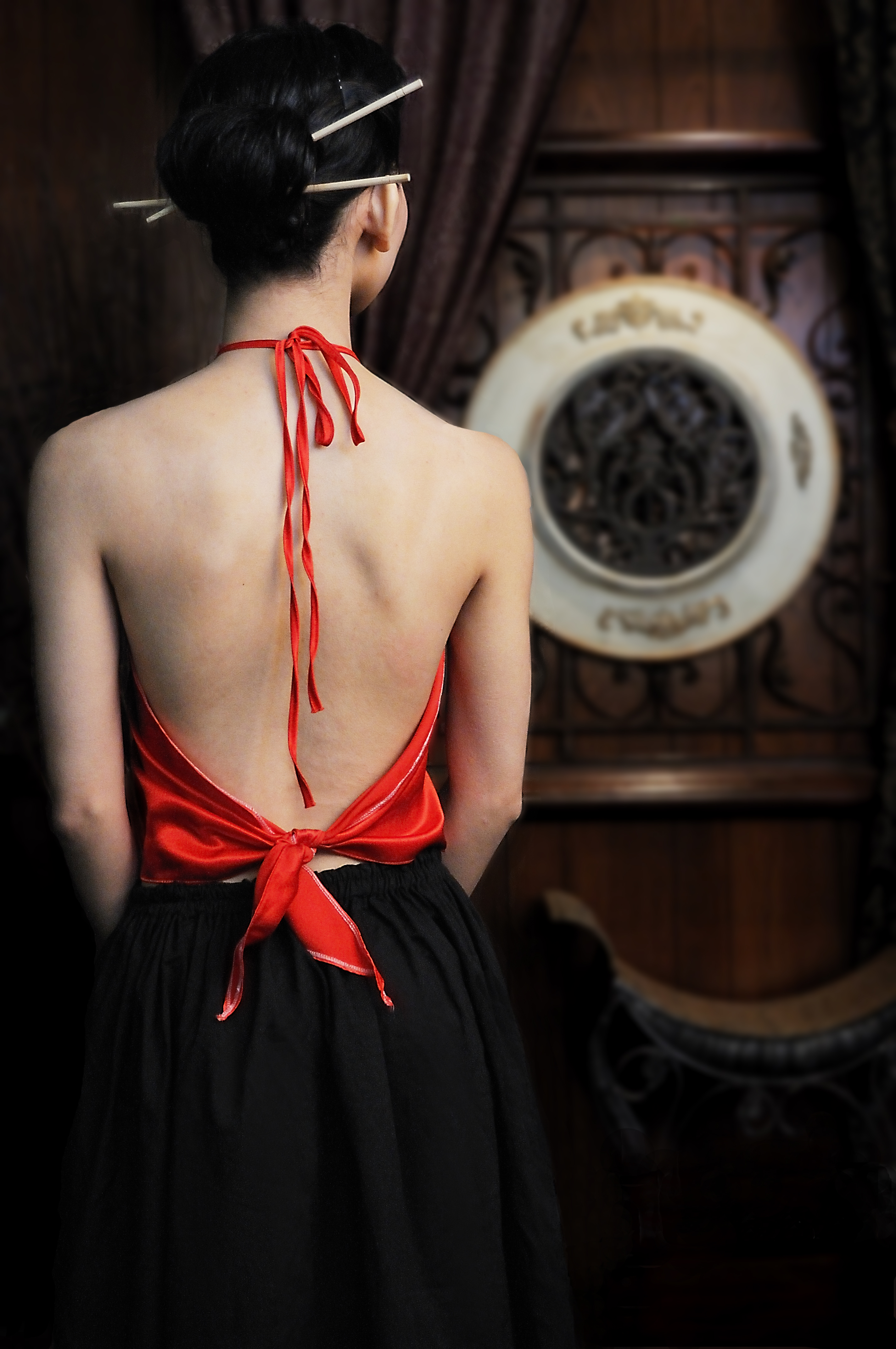
Ein Yếm von hinten

In Abhängigkeit von der Klasse unterschieden sich die Stoffe und Farben der Yếms. Im Alltag trugen Frauen der unteren Klassen schwarze oder weiße Yếms, aber bei besonderen Anlässen oder Festen Farben wie Rot oder Pink. Viele vietnamesische Gedichte sind der Schönheit von Frauen in ihren zinnoberroten Miedern (yếm đào) gewidmet.
Während das untere Ende V-förmig ist, gab es unterschiedliche Schnittformen am Hals: Meistens hatte es am Hals einen runden oder V-förmigen Ausschnitt. Manchmal hatte es eine kleine Tasche für Moschus oder Parfüm.

## Im modernen Vietnam
Als die Verwestlichung in Vietnam am Ende des 20. Jahrhunderts einsetzte, wurden die verbliebenen Yếms zunehmend durch moderne Büstenhalter ersetzt. Mode-Designer setzen das Yếm inzwischen in der modernen Mode wieder zunehmend ein. Das Áo yếm ist bei jungen Vietnamesinnen populär, vielleicht wegen seiner Ähnlichkeit mit rückenfreien T-Shirts.